# Rain (album de Joe Jackson)
Pour les articles homonymes, voir Rain.
Albums de Joe Jackson
Afterlife
(2004) Live at the BBC
(2009)
Rain est le seizième album studio de Joe Jackson, sorti le 28 janvier 2008.
L'album s'est classé 18e au Top Independent Albums et 244e au Top Internet Albums.

## Liste des titres
Toutes les chansons sont écrites et composées par Joe Jackson.
| No  | Titre                | Durée |
| --- | -------------------- | ----- |
| 1.  | Invisible Man        | 5:07  |
| 2.  | Too Tough            | 4:37  |
| 3.  | Citizen Sane         | 4:20  |
| 4.  | Wasted Time          | 5:10  |
| 5.  | The Uptown Train     | 5:46  |
| 6.  | King Pleasure Time   | 2:47  |
| 7.  | Solo (So Low)        | 5:55  |
| 8.  | Rush Across the Road | 5:21  |
| 9.  | Good Bad Boy         | 3:18  |
| 10. | A Place in the Rain  | 5:20  |

| 11. | Live From Islington Academy, London: Invisible Man, Wasted Time, Good Bad Boy | 15:08 |

## Personnel
- Joe Jackson : chant, claviers
- Graham Maby : basse, chant
- David Houghton : batterie, chant